# PR-559
A Rodovia PR-559 é uma estrada pertencente ao governo do Paraná que liga a cidade de São Carlos do Ivaí à cidade de Mirador, passando por Paraíso do Norte.

## Denominação
- Rodovia Alberto Baggio, no trecho entre Paraíso do Norte e Mirador, de acordo com a Lei Estadual 8.091 de 12/06/1985.[1]

## Trechos da Rodovia
A rodovia possui uma extensão total de aproximadamente 34,4 km, podendo ser dividida em 3 trechos, conforme listados a seguir:
| Ponto de referência                       | Extensão do trecho | Extensão acumulada | Situação    |
| ----------------------------------------- | ------------------ | ------------------ | ----------- |
| Entroncamento PR-498 (São Carlos do Ivaí) | ---                | 0 km               | ---         |
| Acesso à Destilaria                       | 6,8 km             | 6,8 km             | Pavimentado |
| Entroncamento PR-492 (Paraíso do Norte)   | 10,4 km            | 17,2 km            | Pavimentado |
| Mirador                                   | 17,2 km            | 34,4 km            | Pavimentado |

Extensão pavimentada: 34,4 km (100,00%)
Extensão duplicada: 0,0 km (0,00%)